# النجم الرياضي بالفحص
نجم الفحص هو فريق كرة القدم تونسي تأسس سنة 1942 بمدينة الفحص نشط في موسم 2011-2012 في الرابطة التونسية الثالثة لكرة القدم بمجموعة الشمال.

## وصلات خارجية
- الموقع الرسمي للجامعة التونسية لكرة القدم